# Hotel Bristol (Odessa)
Das Hotel „Bristol“ ist ein privates Hotel in dem historischen Zentrum der Stadt Odessa unter der Adresse: Italijska-Straße 15 (an der Ecke mit der Nina-Strokatoya-Straße). 

## Geschichte

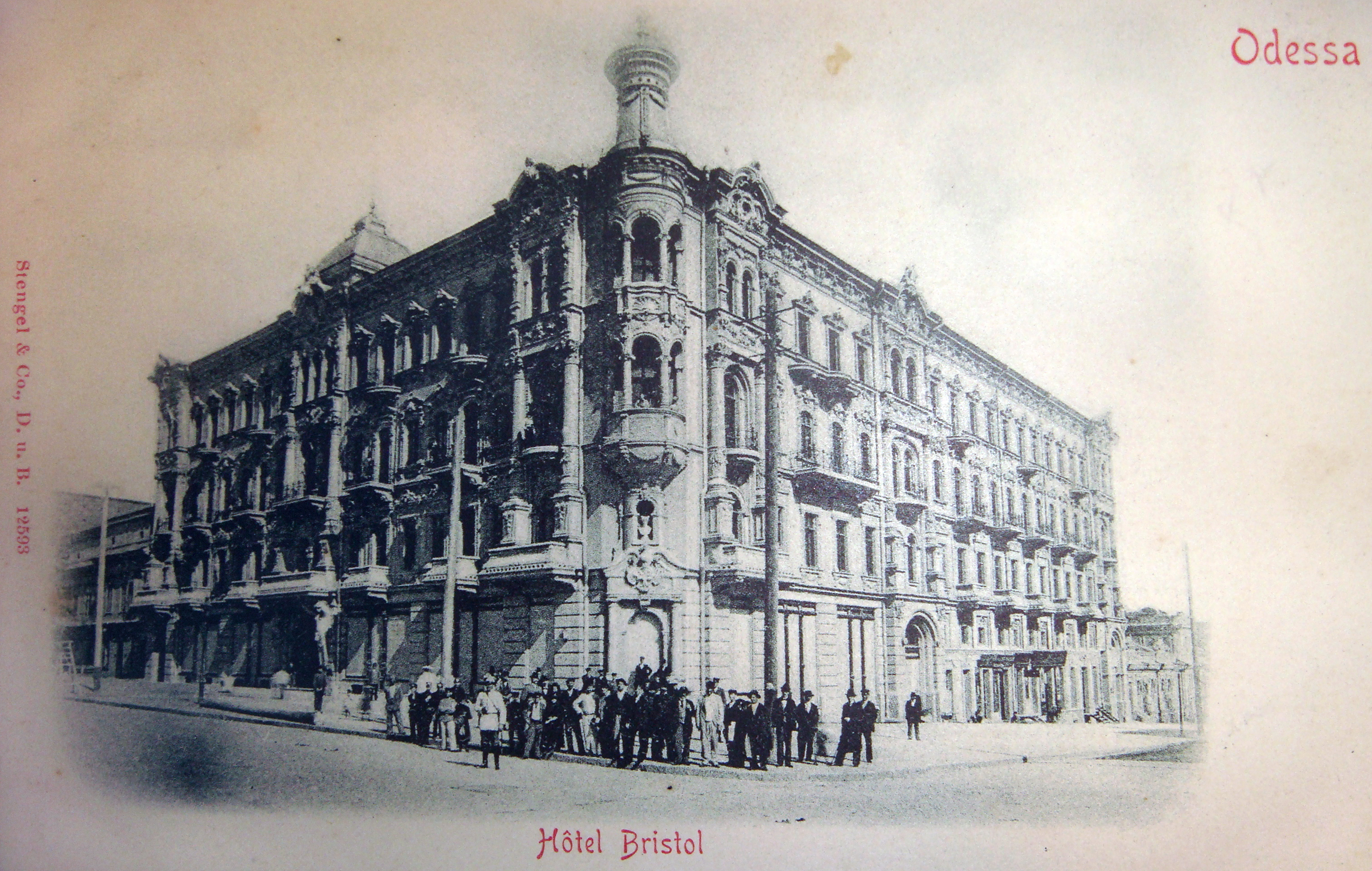
Postkarte vom Anfang des 20. Jahrhunderts mit dem Bristol Hotel

Das Hotel wurde 1898–1899 nach einem Entwurf der Architekten Alexander Bernardazzi und Adolf Minkus gegenüber der Handelsbörse und neben der Staatsbank erbaut. Zuvor befand sich hier das Wohnhaus des Kaufmanns Naum Jurowski. Das Gebäude ist im Renaissancestil mit barocken Elementen erbaut, mit neoklassizistischen Statuen und weißen Marmorsäulen zur Straße hin. Es war das erste vierstöckige Hotel in Odessa.
Nach der sowjetischen Revolution schloss das Hotel 1917. Es stand einige Zeit leer und diente schließlich von 1922 bis 1925 als Bürogebäude. Es wurde 1928 wiedereröffnet, doch in der Sowjetunion schien es unpassend, das Hotel nach der englischen Stadt Bristol zu benennen, und so wurde es nach dem roten Banner der Revolution in Hotel Krasnaya (russisch: „Rot“) umbenannt. Das Hotel schloss 2002 und wurde einer aufwändigen Restaurierung unterzogen. Am 15. Dezember 2010 wurde es unter seinem ursprünglichen Namen wiedereröffnet.

### Schäden während der russischen Invasion in der Ukraine

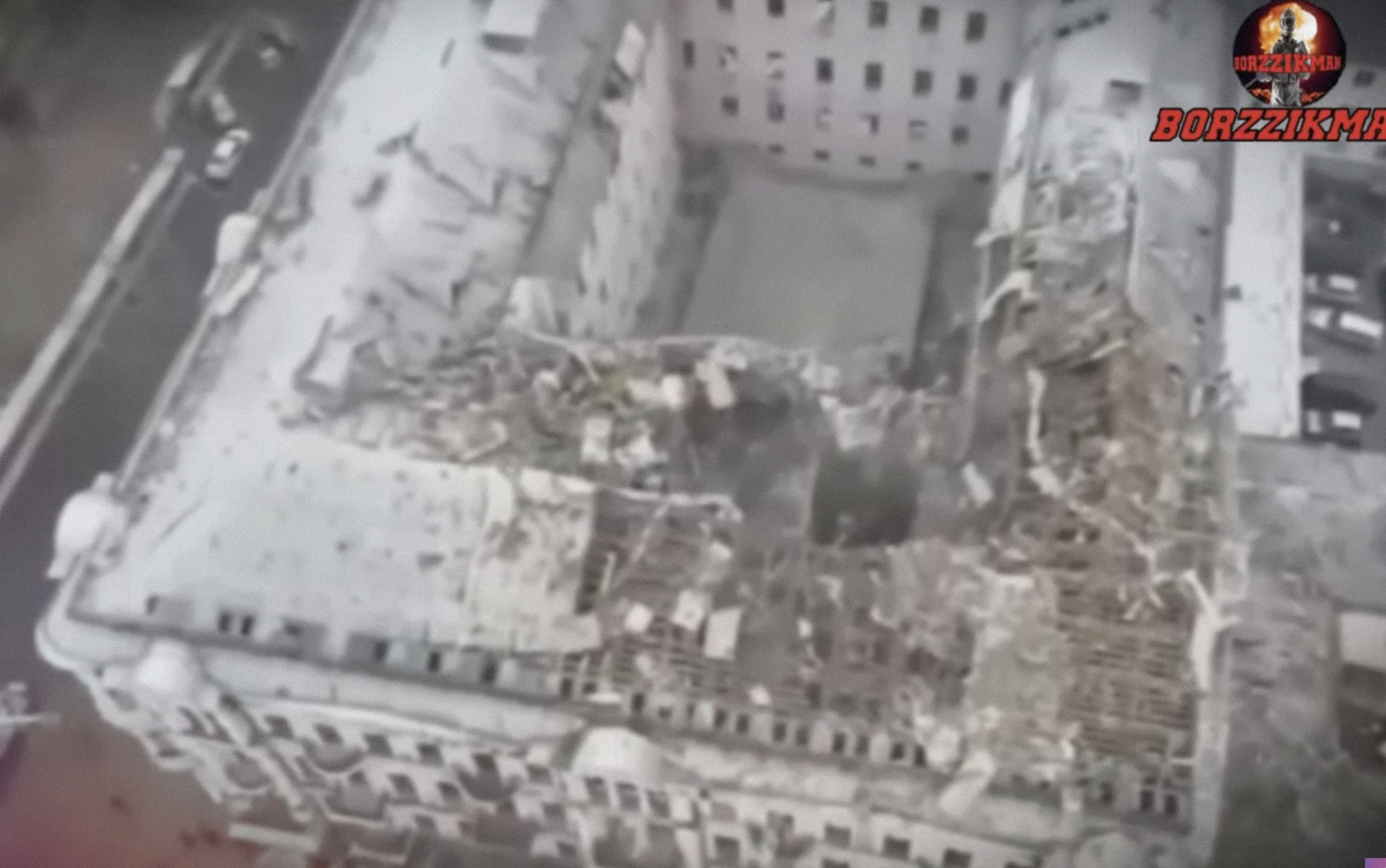
Hotelschäden nach Bombeneinschlag

Am 31. Januar 2025 wurde das Hotel bei einem russischen Raketenangriff auf die Stadt schwer beschädigt.